# Francisco Barretto Júnior
Francisco Carlos Barretto Júnior (ur. 31 października 1989 r. w Ribeirão Preto) – brazylijski gimnastyk sportowy, czterokrotny złoty medalista igrzysk panamerykańskich, trzykrotny złoty medalista igrzysk Ameryki Południowej, uczestnik igrzysk olimpijskich w Rio de Janeiro.

## Igrzyska olimpijskie
W 2016 roku na igrzyskach olimpijskich w Rio de Janeiro awansował do finału w ćwiczeniach na drążku, zajmując w nim piąte miejsce. W wieloboju drużynowym zajął szóstą pozycję.
| Igrzyska | Miejsce        | Konkurencja                 | Kwalifikacje | Kwalifikacje | Finał   | Finał   |
| Igrzyska | Miejsce        | Konkurencja                 | Punkty       | Pozycja      | Punkty  | Pozycja |
| -------- | -------------- | --------------------------- | ------------ | ------------ | ------- | ------- |
| IO 2016  | Rio de Janeiro | Wielobój indywidualny       | 86,532       | 18.          | NQ      | NQ      |
| IO 2016  | Rio de Janeiro | Ćwiczenia wolne             | 13,433       | 59.          | NQ      | NQ      |
| IO 2016  | Rio de Janeiro | Ćwiczenia na koniu z łękami | 14,533       | 22.          | NQ      | NQ      |
| IO 2016  | Rio de Janeiro | Ćwiczenia na kółkach        | 14,200       | 37.          | NQ      | NQ      |
| IO 2016  | Rio de Janeiro | Ćwiczenia na poręczach      | 14,900       | 33.          | NQ      | NQ      |
| IO 2016  | Rio de Janeiro | Ćwiczenia na drążku         | 15,266       | 5. Q         | 15,208  | 5.      |
| IO 2016  | Rio de Janeiro | Wielobój drużynowy          | 268,078      | 6. Q         | 263,728 | 6.      |